# Pseudoschoenobius opalescalis
Pseudoschoenobius opalescalis är en fjärilsart som beskrevs av George Duryea Hulst 1886. Pseudoschoenobius opalescalis ingår i släktet Pseudoschoenobius och familjen Crambidae. Inga underarter finns listade i Catalogue of Life.